# Elizabeth Spriggs
Elizabeth Jean Spriggs, née le 18 septembre 1929 et morte le 2 juillet 2008, est une actrice britannique.
Elle joue, avec la Royal Shakespeare Company, l'infirmière dans Roméo et Juliette, Gertrude dans Hamlet et Béatrice dans Beaucoup de bruit pour rien. En 1978, elle remporte l'Olivier Award de la meilleure actrice dans un second rôle pour Love Letters on Blue Paper d'Arnold Wesker. Elle reçoit une nomination aux BAFTA pour la meilleure actrice dans un second rôle pour le film Raison et Sentiments de 1995. Elle joue également dans Richard's Things (1980), Impromptu (1991), Paradise Road (1997) et Harry Potter à l'école des sorciers (2001).

## Jeunesse et carrière
Née à Buxton, dans le Derbyshire, en 1929, Elizabeth Spriggs a une enfance malheureuse, déclarant plus tard qu'elle « a grandi entièrement sans affection ». Possédant une voix de mezzo-soprano, elle étudie l'opéra au Royal College of Music, et enseigne la parole et le théâtre à Coventry. Son premier mariage à 21 ans est un désastre et, dans ce qu'elle appellera « la décision la plus douloureuse de ma vie », elle quitte son mari et sa jeune fille pour poursuivre son rêve d'actrice. « Le désir d'agir était comme un poids en moi », a-t-elle déclaré plus tard, « et je savais que si je ne faisais rien, cela me détruirait ». Elle écrit à une compagnie de répertoire à Stockport, dans le Cheshire, pour demander un emploi et est embauchée. Elle travaille avec de nombreuses compagnies, notamment à Birmingham et à Bristol, avant de rejoindre la Royal Shakespeare Company (RSC) en 1962.

## Carrière sur scène
Spriggs est une artiste régulière de la RSC sous la direction de Peter Hall jusqu'en 1976, jouant de nombreux rôles shakespeariens importants, notamment l'infirmière dans Roméo et Juliette, une Gertrude acclamée dans Hamlet face à David Warner, Calpurnia dans Jules César, Mistress Ford dans Les Joyeuses Commères de Windsor et une Béatrice pleine d'esprit dans Beaucoup de bruit pour rien. Elle joue également dans les productions RSC de Délicate Balance d'Edward Albee, Major Barbara de Shaw et la comédie Le Bel Air de Londres de Dion Boucicault, jouant Lady Gay Spanker aux côtés de Donald Sinden.
En 1976, elle part avec Hall du RSC au Théâtre National lorsque le théâtre de la compagnie ouvre ses portes. Dans la première saison, elle a joué la médium excentrique Madame Arcati dans L'esprit s'amuse. Parmi ses nombreuses autres pièces pour le National, on trouve Volpone avec Paul Scofield, The Country Wife et Macbeth avec Albert Finney. En 1978, Spriggs remporte le Society of West End Theatre Award de la meilleure actrice dans un second rôle pour Love Letters on Blue Paper d'Arnold Wesker, dans lequel elle joue l'épouse d'un dirigeant syndical mourant qui se souvient de leur jeunesse ensemble (un rôle qu'elle a joué pour la première fois à la télévision de la BBC en 1976).
Ses derniers travaux sur scène sont une reprise au West End de When We Are Married de JB Priestley en 1986 et Arsenic et Vieilles Dentelles au Chichester Festival Theatre en 1991.

## Télévision et cinéma
Spriggs n'a pas travaillé régulièrement à la télévision avant le milieu des années 1970. Elle joue dans The Glittering Prizes (1976) de Frédéric Raphael, campe le rôle d'Eleanor Pressett dans le drame de la BBC We, the Accused (1980), a joué Connie, la cheffe d'une famille en difficulté du sud de Londres dans le drame en treize parties Fox (1980), a été Martha dans Bizarre, bizarre (1980) et campe la formidable Nan dans la série comique d'ITV Shine on Harvey Moon (1982-1985). Elle joue dans trois pièces d'Alan Bennett : Afternoon Off (1979), Intensive Care (1982) et Our Winnie (1982). Elle joue Calpurnia et Mistress Quickly pour la série Shakespeare de la BBC, apparaît dans Doctor Who dans la série Paradise Towers de Sylvester McCoy en 1987 et joue la sorcière titulaire dans la série pour enfants de la BBC Simon and the Witch (1987).
En 1990, elle est l'une des commères craignant Dieu dans l'adaptation par la BBC de Oranges Are Not the Only Fruit de Jeanette Winterson et en 1992, elle figure dans les versions télévisées de The Old Devils de Kingsley Amis et d' Anglo-Saxon Attitudes d'Angus Wilson. En 1994, elle joue la sage-femme Mme Gamp dans l'adaptation par la BBC de Martin Chuzzlewit de Charles Dickens et Mme Cadwallader dans Middlemarch de George Eliot. Elle continue à travailler à la télévision, dans des séries comme Heartbeat, Inspecteur Barnaby (jouant une victime de meurtre dans l'épisode pilote de la série en 1997 et revenant en 2006 en tant que sœur jumelle identique du personnage) et Hercule Poirot.
Ses premières apparitions au cinéma sont Le Travail et la Pilule (1968) et Auto-Stop girl (1969), tous deux réalisés par Peter Hall. Elle joue par la suite Mme Jennings dans l'adaptation oscarisée de Raison et Sentiments  (1995) d'Ang Lee avec Emma Thompson, Kate Winslet, Hugh Grant et Alan Rickman, un rôle pour lequel elle est nomée pour un BAFTA Award de la meilleure actrice dans un second rôle (perdant face à sa co-star Kate Winslet) et la Grosse Dame dans Harry Potter à l'école des sorciers (2001). Son dernier film est Y a-t-il quelqu'un là-bas ? (2008) avec Michael Caine, sorti peu de temps après sa mort.

## Vie personnelle et mort
Les deux premiers mariages de Spriggs, avec Kenneth Spriggs et un autre acteur de la RSC, Marshall Jones, sont dissous. En 1977, elle épouse son troisième mari, Murray Manson, chauffeur de mini-taxi et musicien qu'elle a rencontré alors qu'elle se produisait à London Assurance. Elle a une fille de son premier mariage.
Spriggs meurt le 2 juillet 2008, à l'âge de 78 ans. Ses funérailles et son inhumation ont lieu au cimetière de l'église Sainte-Marie-la-Vierge à Thame, dans l'Oxfordshire, en présence de sa famille et de ses amis, dont Sinéad Cusack, Lesley Sharp, Jeremy Irons, Robert Hardy et Peter Vaughan.

## Cinéma
| Year | Title                               | Role               | Notes        |
| ---- | ----------------------------------- | ------------------ | ------------ |
| 1968 | Le travail et la Pilule             | Mrs Murray         |              |
| 1969 | Auto-stop Girl                      | Marcia             |              |
| 1980 | Richard's Things                    | Mrs Sells          |              |
| 1981 | L'Amant de lady Chatterley          | Lady Eva           |              |
| 1982 | An Unsuitable Job for a Woman       | Miss Markland      |              |
| 1985 | Yellow Pages                        | Mrs Van Der Reuter |              |
| 1991 | Impromptu                           | Baroness Laginsky  |              |
| 1993 | L'Heure du cochon                   | Madame Langlois    |              |
| 1995 | Raison et Sentiments                | Mrs Jennings       |              |
| 1996 | L'Agent Secret                      | Winnie's Mother    |              |
| 1996 | The Snow Queen's Revenge            | Brenda             | Voix         |
| 1997 | Paradise Road                       | Mrs Roberts        |              |
| 1997 | For My Baby                         | Olga Jenikova      |              |
| 1998 | The Barbier de Siberie              | Perepelkina        |              |
| 2001 | Harry Potter à l'école des sorciers | La Grosse Dame     |              |
| 2004 | The Queen of Sheba's Pearls         | Laura Pretty       |              |
| 2008 | Is Anybody There?                   | Prudence           | dernier rôle |

## Télévision
| Year       | Title                                | Role                         | Notes                               |
| ---------- | ------------------------------------ | ---------------------------- | ----------------------------------- |
| 1973       | Second City Firsts                   | Zena Paul                    | Episode: Mrs. Pool's Reserves       |
| 1974–1982  | Play for Today                       | Various                      | 4 épisodes                          |
| 1975       | Lucky Fella                          | Mrs. Mepstead                | Pilote                              |
| 1975       | Village Hall                         | Maggie Snape                 | Episode: "Miss Health and Beauty"   |
| 1976       | The Expert                           | Mrs. Kyneston                | Episode: "A Family Affair"          |
| 1979       | Afternoon Off                        | Miss Beckinsale              | téléfilm                            |
| 1979, 1982 | BBC Television Shakespeare           | Calpurnia/ Mistress Quickly  |                                     |
| 1980       | Fox                                  | Connie Fox                   |                                     |
| 1980–81    | Bizarre, bizarre                     | Tante May/Martha Sturgis     |                                     |
| 1981       | Bognor                               | Alisa Potts                  | 6 episodes                          |
| 1981       | Crown Court                          | Janet Godfrey                | Episode: "Embers"                   |
| 1982       | Spider's Web                         | Mildred Peake                | téléfilm                            |
| 1982       | The Haunting of Cassie Palmer        | Mrs. Palmer                  | 6 épisodes                          |
| 1982–1995  | Shine on Harvey Moon                 | Nan                          | 41 épisodes                         |
| 1983       | Those Glory Glory Days               | Maitresse d'école            | téléfilms                           |
| 1984       | The Cold Room                        | Frau Hoffman                 | téléfilms                           |
| 1984       | Strangers and Brothers               | Lady Muriel Royce            | 3 épisodes                          |
| 1985       | Bergerac                             | Ms Mary-Lou Costain          | Episode: "Return of the Ice Maiden" |
| 1986       | Jackanory                            | Narratrice                   | Episode: London Snow                |
| 1987–88    | Simon and the Witch                  | La sorcière                  | 25 episodes                         |
| 1987       | Doctor Who                           | Tabby                        | Episode: "Paradise Towers"          |
| 1988–91    | Watching                             | Tante Peggy                  | 5 épisodes                          |
| 1989       | Singles                              | La mère de Pam               |                                     |
| 1990       | Boon                                 | Mrs. Whitfield               |                                     |
| 1990       | Oranges Are Not the Only Fruit       | May                          | Minisérie                           |
| 1991       | Soldier, Sodier                      | Mrs. Henwood                 |                                     |
| 1992       | Heartbeat                            | Rene Kirby                   |                                     |
| 1992       | Inspecteur Wexford                   | Eva Peterlees                |                                     |
| 1992       | Les Aventures du jeune Indiana Jones | Schultz                      | 1 épisode                           |
| 1993       | Sherlock Holmes                      | Mrs. Mason                   | Episode: "Le Vampire du Sussex"     |
| 1993       | Jeeves and Wooster                   | Tante Agatha                 | 2 épisodes                          |
| 1993       | Lovejoy                              | Daphne Shortley              |                                     |
| 1994       | The Inspector Alleyn Mysteries       | Lady Lackhander              |                                     |
| 1994       | Martin Chuzzlewit                    | Mrs. Gamp                    | Miniséries                          |
| 1994       | Middlemarch                          | Mrs. Cadwallader             | Miniséries                          |
| 1994       | Takin' Over the Asylum               | Grand-Mère                   | Miniséries                          |
| 1995       | The Tomorrow People                  | Millicent Rutherford         |                                     |
| 1996       | Les Contes de la Cryptes             | Mrs Trask                    |                                     |
| 1997, 2006 | Inspecteur Barnaby                   | Iris Rainbird/Ursula Gooding |                                     |
| 1998       | Casualty                             | Barbara Thomas               |                                     |
| 1998–2002  | Playing the Field                    | Mrs. Mullen                  | 26 épisodes                         |
| 1999       | Alice au pays des merveilles         | La duchesse                  | Téléfilms                           |
| 1999       | La Nuit des fantômes                 | Mrs. Riggs                   | Téléfilms                           |
| 1999       | Wives and Daughters                  | Mrs Goodenough               | 3 épisodes                          |
| 2000       | Randall &amp; Hopkirk (Deceased)     | Mrs Glauneck                 |                                     |
| 2000       | The Sleeper                          | Cath                         | Minisérie                           |
| 2001–2002  | Nice Guy Eddie                       | Vera McMullen                | 7 épisodes                          |
| 2002       | Shackleton                           | Janet Stancombe Wills        | Miniseries                          |
| 2003       | Wren: The Man Who Built Britain      | Queen Anne                   | Téléfilm documentaire               |
| 2003–2004  | Swiss Toni                           | Swiss Toni's Mother          | 12 épisodes                         |
| 2003–2004  | The Royal                            | Dolly Smith                  | 2 épisodes                          |
| 2005       | Where the Heart Is                   | Maureen                      |                                     |
| 2005       | Heartbeat                            | Mrs. Andrews                 |                                     |
| 2005       | Jericho                              | Ellen Jericho                |                                     |
| 2006       | Hercule Poirot                       | Mrs Leadbetter               |                                     |
| 2008       | Love Soup                            | La mère de Penny             |                                     |